# Hieronymus Rosenthal
Albertus Hieronymus Rosenthal (* 10. Juli 1763 in Kassel; † 22. September 1846 in Hombressen) war ein deutscher Oberförster und Abgeordneter der Reichsstände des Königreichs Westphalen.

## Leben
Albertus Hieronymus Rosenthal wurde als Sohn des Oberförsters Samuel Rosenthal (1728–1792) und dessen Gemahlin Maria Elisabeth Telmar geboren. Nach seiner Schulausbildung wurde er Förster im Jagdrevier Hombressen, das zum Reinhardswald gehört. Später war er hier Oberförster und damit Leiter eines Forstamtes. Vom 2. Juni 1808 bis zum 26. Oktober 1813 (Ende der Herrschaft Napoleons) war er als Vertreter der Grundbesitzer für das Fulda-Departement Abgeordneter der Reichsstände des Königreichs Westphalen. Über seinen weiteren Lebensweg gibt die Quellenlage keinen Aufschluss.
Rosenthal war mit Anna Katharina Runge (1771–1796) verheiratet.